# مهمة مستحيلة
مهمة مستحيلة (بالإنجليزية: Mission: Impossible)‏ هو فيلم أكشن إثارة تجسس صدر عام 1996، من إخراج براين دي بالما، ومن بطولة توم كروز بدور "إيثان هانت"، وهو عضو في قوة المهمات المستحيلة الفرع غير الرسمي لوكالة المخابرات المركزية، ويقوده «جيم فيلبس» (جون فويت). يجتمع الفريق لمهمة في براغ كي يوقفوا بيع قائمة بأسماء العملاء السريين بأوروبا لعصابة تجار السلاح.

## القصة
بعد التخطيط لتنفيذ إحدى المهام، يُرسل «جيم فيلبس» مع زوجته «كلير» (إيمانويل بيار) وشريكه «إيثان هانت» إلى مدينة براغ. تفشل المهمة، ولا ينجو سوى «إيثان»، ويبدأ مدير الوكالة بالشك فيه بأنه السبب الرئيسي لفشل هذة المهمة، فيحاول «إيثان» إثبات براءته بمختلف الطرق والأساليب الممكنة، واكتشاف المتورط الحقيقي.

## الممثلون
- توم كروز بدور إيثان هانت
- جون فويت بدور جيم فيلبس
- إيمانويل بيار كلير فيلبس
- هنري تشيرني بدور يوجين
- جان رينو بدور فرانز كريغر
- فينج راميز بدور لوثر ستيكيل
- كريستين سكوت توماس بدور سارة ديفيز
- فانيسا رديغريف بدور ماكس
- إميليو إستيفيز بدور جاك
- كاريل دوبري بدور ماتياس
- إينديبورغا دابكنايته بدور هانا ويليامز
- مارتشيل يوريش بدور ألكسندر جوليتسين
- ديل دي بدور فرانك بارنز

## روابط خارجية
- مهمة مستحيلة على موقع IMDb (الإنجليزية)
- مهمة مستحيلة على موقع ميتاكريتيك (الإنجليزية)
- مهمة مستحيلة على موقع الموسوعة البريطانية (الإنجليزية)
- مهمة مستحيلة على موقع روتن توميتوز (الإنجليزية)
- مهمة مستحيلة على موقع نتفليكس (الإنجليزية)
- مهمة مستحيلة على موقع قاعدة بيانات الأفلام العربية
- مهمة مستحيلة على موقع ألو سيني (الفرنسية)
- مهمة مستحيلة على موقع Turner Classic Movies (الإنجليزية)
- مهمة مستحيلة على موقع أول موفي (الإنجليزية)
- مهمة مستحيلة على موقع بوكس أوفيس موجو (الإنجليزية)